# Sovětská liga ledního hokeje 1963/1964
Sezóna 1963/1964 byla 18. sezonou Sovětské ligy ledního hokeje. Mistrem se stal tým CSKA Moskva.
Tým Krystall Elektrostal sestoupil. Ze 2. ligy postoupil celek Metallurg Novokuzněck.

## Konečné pořadí
| #  | Tým                     | Z  | V  | R | P  | Sk.     | B  |
| -- | ----------------------- | -- | -- | - | -- | ------- | -- |
| 1  | CSKA Moskva             | 36 | 32 | 1 | 3  | 246-84  | 65 |
| 2  | Dynamo Moskva           | 36 | 25 | 1 | 10 | 152-96  | 51 |
| 3  | Spartak Moskva          | 36 | 24 | 2 | 10 | 165-107 | 50 |
| 4  | Lokomotiv Moskva        | 36 | 20 | 2 | 14 | 135-112 | 42 |
| 5  | Chimik Voskresensk      | 36 | 19 | 4 | 13 | 100-101 | 42 |
| 6  | Torpedo Nižnij Novgorod | 36 | 13 | 3 | 20 | 101-128 | 29 |
| 7  | Křídla Sovětů Moskva    | 36 | 11 | 4 | 21 | 105-147 | 26 |
| 8  | SKA Leningrad           | 36 | 9  | 3 | 24 | 87-136  | 21 |
| 9  | Traktor Čeljabinsk      | 36 | 8  | 3 | 25 | 99-183  | 19 |
| 10 | Krystall Elektrostal    | 36 | 6  | 3 | 27 | 81-175  | 15 |